# Beirut Art Center
Beirut Art Center est un espace d'exposition d'art contemporain à Beyrouth, au Liban, ouvert en 2009.

## L'histoire
Le Beirut Art Center a été ouvert au public en janvier 2009. Il est géré comme une organisation à but non lucratif dont les fondateurs et membres du conseil d'administration sont:
Sandra Dagher, Lamia Joreige, Bassam Kahwagi, Rabih Mroué et Maria Ousseimi. L'initiative venait de Sandra Dagher, qui dirigeait l'Espace SD, une galerie privée, et de Lamia Joreige, artiste . En 2007, Sandra Dagher, avec Saleh Barakat, propriétaire de Agial Galerie d'Art à Beyrouth, a organisé le premier Pavillon Libanais à la Biennale de Venise.
En 2014, Marie Muracciole (en) est devenue directrice du centre pour un mandat de cinq ans . En 2019, Rana Nasser-Eddin fut nommée directrice administrative et deux artistes, Haig Aivazian and Ahmad Ghossein directeurs artistiques.

## Bâtiment
Le Beirut Art Center s'est tenu jusqu'à décembre 2018 dans une zone industrielle sur les rives du Nahr Beyrouth où se tient également l'association Ashkal Alwan. Le bâtiment a été rénové par l'architecte Raed Abillama dans un espace minimaliste et flexible à la fois . L'espace occupait 2 étages sur 1500 m². Le rez-de-chaussée comprenait un espace d'exposition, une librairie et un auditorium. Le premier étage comprenait un café, une médiathèque et des bureaux administratifs.
À partir du printemps 2019 le BAC déménage et se relocalise dans le même quartier, à deux pas du Souk El Ahad, le marché du dimanche, et non loin du bar le Brazzaville.